# Calanthe tenuis
Calanthe tenuis är en orkidéart som beskrevs av Oakes Ames och Charles Schweinfurth. Calanthe tenuis ingår i släktet Calanthe och familjen orkidéer. Inga underarter finns listade i Catalogue of Life.